# 용궁 최씨
용궁 최씨(龍宮崔氏)는 경상북도 예천군 용궁면을 본관으로 하는 한국의 성씨이다. 시조는 고려에서 평리부밀직사사(評理府密直司使)를 지낸 최현(崔玄)이다.

## 참고 자료
- “용궁최씨(龍宮崔氏)”. 뿌리를 찾아서.[깨진 링크(과거 내용 찾기)]